# 上郷岡原遺跡
上郷岡原遺跡（かみごうおかのはらいせき）は、群馬県吾妻郡東吾妻町三島地区にある遺跡。縄文時代から江戸時代までの複合遺跡である。

## 概要
上郷岡原遺跡は、道の駅あがつま峡周辺に広がる遺跡で八ッ場ダム建設に伴い、2001年（平成13年）から群馬県埋蔵文化財調査事業団による調査が開始され、2003年（平成15年）に江戸時代の住居跡が検出された。2006年（平成18年）、1783年（天明3年）に起きた浅間山の天明大噴火によって埋没した麻ガラ葺き小屋の壁面（長さ3.6m・高さ1.8m）が出土し、関係者の注目を集めた。
遺跡のある東吾妻町岩島地区（旧岩島村）は、麻の産地として全国的に有名で、現在も栽培が行われている。
2006年に発見された麻ガラ葺き小屋は、近くに構造の酷似した小屋が現存していたこともあって、日本の麻栽培のルーツ解明の大きな手がかりとして期待された。

## 周辺
- 道の駅あがつま峡
- 吾妻峡温泉天狗の湯
- 国道145号
- 吾妻川